# Norwood Russell Hanson
Norwood Russell Hanson (17 de agosto de 1924 - 18 de abril de 1967) foi um filósofo da ciência norte-americano.

## Carreira
Hanson foi um pioneiro no avanço do argumento de que a observação é carregada de teoria – que a linguagem da observação e a linguagem da teoria estão profundamente entrelaçadas – e que a compreensão histórica e contemporânea estão igualmente profundamente entrelaçadas. Sua preocupação intelectual mais central era a compreensão e o desenvolvimento de uma lógica de descoberta.

## Trabalho
O trabalho mais conhecido de Hanson é Patterns of Discovery (1958), no qual ele argumenta que o que vemos e percebemos não é o que nossos sentidos recebem, mas sim informações sensoriais filtradas, onde o filtro são nossos preconceitos existentes – um conceito mais tarde chamado de 'quadro temático.' Ele citou ilusões de ótica como a famosa velha parisiense (Patterns of Discovery, p. 11), que podem ser vistas de diferentes maneiras. Hanson traçou uma distinção entre "ver como" e "ver aquilo", que se tornou uma ideia-chave na evolução das teorias de percepção e significado. Ele queria formular uma lógica que explicasse como as descobertas científicas acontecem. Ele usou a noção de abdução de Charles Sanders Peirce para isso.
Os outros livros de Hanson incluem The Concept of the Positron (1963). Hanson era um ferrenho defensor da interpretação de Copenhague da mecânica quântica, que diz respeito a questões como "Onde estava a partícula antes de eu medir sua posição?" como sem sentido. As questões filosóficas envolvidas eram elementos importantes nas visões de percepção e epistemologia de Hanson. Ele ficou intrigado com paradoxos e com os conceitos relacionados de incerteza, indecidibilidade/não comprovação e incompletude.; ele buscou modelos de cognição que pudessem abranger esses elementos, em vez de simplesmente explicá-los.
As obras póstumas de Hanson incluem What I Do Not Believe and Other Essays (1971) e Constellations and Conjectures (1973). Ele também é conhecido pelos ensaios What I Do Not Believe e The Agnostic's Dilemma, entre outros escritos sobre sistemas de crenças.

Do prefácio de Michael Scriven ao póstumo Perception and Discovery de Hanson:
Em um sentido geral, Hanson continua a aplicação da abordagem wittgensteiniana à filosofia da ciência, como Waisman e Toulmin também fizeram. Mas ele vai muito além deles, explorando questões sobre percepção e descoberta com mais detalhes e... ligando a história da ciência para exemplificação e para seu próprio benefício. Hanson foi um dos raros pensadores na tradição de Whewell – um homem que ele muito admirava – que poderia realmente se beneficiar e produzir benefícios tanto para a história quanto para a filosofia da ciência.

## Influência
O trabalho de 1958 de Hanson, Patterns of Discovery, foi seguido por Thomas Kuhn no marco de Kuhn de 1962, The Structure of Scientific Revolutions, que desafiou as concepções predominantes do desenvolvimento da ciência, concepções que variavam das restrições do empirismo lógico às presunções ingênuas do realismo científico objetivo. Hanson liderou o movimento de levar a história da ciência para a filosofia da ciência—dois campos bastante divergentes na época—como Hanson insistiu que o estudo adequado de um exigia uma compreensão profunda do outro. Com a contribuição de Kuhn, a visão interdisciplinar de Hanson tornou-se geralmente aceita. Hanson criticou o modelo de mudança de paradigma de Kuhn porque era conceitualmente circular e, portanto, impossível de refutar. Da mesma forma, o trabalho de Robert Nozick de 1974 sobre filosofia política, Anarchy, State, and Utopia, cita Norwood para apoiar o objetivo de Nozick de entender "todo o domínio político" por "compreender o domínio político em termos do não-político".

## Publicações
Livros
- Patterns of Discovery: An Inquiry into the Conceptual Foundations of Science. Cambridge University Press, 1958. ISBN 0-521-05197-5.
- The Concept of the Positron. Cambridge University Press, 1963. ISBN 0-521-05198-3.
- Perception and Discovery: An Introduction to Scientific Inquiry. Freeman, Cooper & Co., 1969 [Wadsworth, 1970]. ISBN 0-87735-509-6.
- Observation and Explanation: A Guide to Philosophy of Science. (Harper Essays in Philosophy) Harper & Row, 1971. ISBN 0-06-131575-3.
- What I Do Not Believe and Other Essays, (Toulmin/Woolf, eds). Synthese Library, D. Reidel, 1971. ISBN 90-277-0191-1.
- Constellations and Conjectures, (Humphreys, ed). D. Reidel, 1973. ISBN 90-277-0192-X.

Outras mídias
- "Philosophy of Science: Observation and Interpretation", Voice of America transmitido em 1964 (gravado em 1963), ARC Identifier 106673, Local Identifier 306-FORUM-EN-L-T-6456-I, Record Group 306: Records of the U.S. Information Agency, 1900 - 1992 (citado em https://research.archives.gov/search, recuperado através da busca por "philosophy science Observation Interpretation")